# 古市雅子
古市雅子（日语：／ Furuichi Masako，1996年10月20日—），日本女子摔跤运动员。她曾代表日本参加世界摔跤锦标赛，获得一枚金牌和二枚铜牌。她也曾获二枚亚洲摔跤锦标赛奖牌。